# Eric Dier
Eric Jeremy Edgar Dier (Cheltenham, 15 januari 1994) is een Engels voetballer die meestal als centrale verdediger speelt. Hij kan ook als rechtsback of als defensieve middenvelder spelen. Dier maakte in 2025 de overstap van Bayern München naar AS Monaco. Dier debuteerde in 2015 in het Engels voetbalelftal.

## Clubcarrière

### Sporting Portugal
Dier verhuisde ten tijde van het Europees kampioenschap voetbal 2004 op tienjarige leeftijd naar Lissabon omdat zijn moeder daar een baan kreeg aangeboden. Hij sloot zich aan bij de jeugdopleiding van Sporting Portugal. Tijdens het seizoen 2011/12 huurde Everton hem voor een jaar, waar hij voor het reserveteam ging spelen. Dier debuteerde op 11 november 2012 in het eerste van Sporting, tegen SC Braga, een wedstrijd die met 1–0 werd gewonnen. Op 26 november 2012 maakte hij zijn eerste doelpunt voor Sporting tegen Moreirense. Hij speelde in totaal twee seizoenen voor Sporting Portugal, waarin hij tot 31 wedstrijden kwam. Hij scoorde eenmaal.

### Tottenham Hotspur
Dier tekende in augustus 2014 een in eerste instantie vijfjarig contract bij Tottenham Hotspur, dat circa vijf miljoen euro voor hem betaalde aan Sporting Portugal. Hiervoor debuteerde hij op 16 augustus tegen West Ham United in de Premier League. Hij was meteen verantwoordelijk voor het enige doelpunt van de wedstrijd, zijn eerste goal voor Tottenham. Een week later scoorde hij meteen zijn tweede goal van het seizoen (en ook meteen zijn laatste), tegen Queens Park Rangers (4-0). Hij groeide in zijn eerste jaar uit tot basisspeler, afwisselend als rechtsback en als centrale verdediger. Op 1 maart 2015 stond hij in de basis in de EFL Cup-finale tegen Chelsea, die met 2-0 verloren ging.
Op 9 september werd bekend dat zijn contract met een jaar verlengd was tot de zomer van 2020. In zijn tweede seizoen bij Tottenham werd Dier door trainer Mauricio Pochettino opgesteld als defensieve middenvelder naast Mousa Dembélé. Hij was dat seizoen onomstreden en kwam tot liefst 51 wedstrijden in alle competities. Lang bleef het in de race om de Premier League-titel, maar die ging uiteindelijk naar Leicester City, terwijl Tottenham op de laatste speelronde werd ingehaald door rivaal Arsenal. Op 13 september verlengde hij zijn contract opnieuw met een jaar, waardoor hij nu tot 2021 onder contract zou staan.
Het seizoen 2016/17 werd Dier weer een linie naar achteren gehaald door de komst van Victor Wanyama en blessureleed bij verdedigers Toby Alderweireld en Jan Vertonghen. Dier maakte op 14 september zijn debuut in de Champions League tegen AS Monaco. Op 25 oktober 2016 was hij in de EFL Cup-wedstrijd tegen Liverpool voor het eerst aanvoerder van Tottenham. Ook in de derde en vierde ronde van de FA Cup tegen Aston Villa en Wycombe Wanderers droeg hij de aanvoerdersband.
Op 6 oktober 2018 scoorde hij na achttien maanden weer eens voor Tottenham, de enige treffer tegen Cardiff City FC. Hiermee kwam Tottenham op achttien punten na acht wedstrijden, de beste start in hun Premier League-geschiedenis. Hij miste een groot deel van de tweede seizoenshelft door een blindedarmoperatie, een virusinfectie en een heupblessure. Op 1 juni 2019 viel hij in tijdens de Champions League-finale tegen Liverpool, die met 2-0 verloren ging. 
Op 4 maart 2020 raakte Dier in een conflict met een supporter na een nederlaag in de FA Cup tegen Norwich City. Dier klom over de boarding van het Tottenham Hotspur Stadium nadat die supporter Dier had beledigd en in een ruzie belandde met Dier's broer Patrick, die ook op de tribunes zat. Een dag later, wilde de politie Dier, zijn broer en de desbetreffende supporter hierover spreken. In juli 2020 kreeg Dier een boete van 40.000 pond en werd hij voor vier wedstrijden geschorst. Op 21 juli 2020 verlengde Dier zijn contract tot de zomer van 2024.
In de seizoenen 2020/21, 2021/22 en 2022/23 bleef Dier een vaste basisspeler voor Tottenham en speelde hij telkens zo'n veertig wedstrijden per seizoen. Op 6 augustus 2022 was hij voor het eerst in meer dan drie jaar weer eens trefzeker voor Tottenham, in de openingswedstrijd van zijn negende seizoen bij Tottenham, tegen Southampton (4-1 overwinning). In het seizoen 2023/24 gaf nieuwe trainer Ange Postecoglou de voorkeur aan Cristian Romero en nieuwe aanwinst Micky van de Ven. Dier werd vierde keus en kwam amper meer aan spelen toe. 

### Bayern München
Begin 2024 werd Dier voor een half jaar verhuurd aan Bayern München tot aan het einde van zijn contract bij Tottenham. Bayern nam daarbij een optie voor een seizoen extra op. Op 24 januari maakte hij tegen Union Berlin zijn debuut voor Bayern. Hij werd meteen eerste keus centraal achterin voor Thomas Tuchel als koppeltje met Matthijs de Ligt. Op 1 maart werd een clausule voor een extra jaar bij Bayern geactiveerd toen hij het beoogd aantal wedstrijden voor Bayern had bereikt. Hij zal daarom na het seizoen transfervrij definitief de overstap maken naar Duitsland. 

## Clubstatistieken
| Seizoen         | Club              | Competitie      | Competitie | Competitie | Beker | Beker | Europees | Europees | Totaal | Totaal |
| Seizoen         | Club              | Competitie      | Wed.       | Dlp.       | Wed.  | Dlp.  | Wed.     | Dlp.     | Wed.   | Dlp.   |
| --------------- | ----------------- | --------------- | ---------- | ---------- | ----- | ----- | -------- | -------- | ------ | ------ |
| 2012/13         | Sporting CP       | Primeira Liga   | 14         | 1          | 1     | 0     | 0        | 0        | 15     | 1      |
| 2013/14         | Sporting CP       | Primeira Liga   | 14         | 0          | 3     | 0     | 0        | 0        | 17     | 0      |
| Club totaal     | Club totaal       | Club totaal     | 28         | 1          | 4     | 0     | 0        | 0        | 32     | 1      |
| 2014/15         | Tottenham Hotspur | Premier League  | 28         | 2          | 4     | 0     | 4        | 0        | 36     | 2      |
| 2015/16         | Tottenham Hotspur | Premier League  | 37         | 3          | 5     | 1     | 9        | 0        | 51     | 4      |
| 2016/17         | Tottenham Hotspur | Premier League  | 36         | 2          | 5     | 0     | 7        | 0        | 48     | 2      |
| 2017/18         | Tottenham Hotspur | Premier League  | 34         | 0          | 6     | 0     | 7        | 0        | 47     | 0      |
| 2018/19         | Tottenham Hotspur | Premier League  | 20         | 3          | 2     | 0     | 6        | 0        | 28     | 3      |
| 2019/20         | Tottenham Hotspur | Premier League  | 19         | 0          | 6     | 0     | 5        | 0        | 30     | 0      |
| 2020/21         | Tottenham Hotspur | Premier League  | 28         | 0          | 4     | 0     | 7        | 0        | 39     | 0      |
| 2021/22         | Tottenham Hotspur | Premier League  | 35         | 0          | 2     | 0     | 3        | 0        | 40     | 0      |
| 2022/23         | Tottenham Hotspur | Premier League  | 33         | 2          | 2     | 0     | 7        | 0        | 42     | 2      |
| 2023/24         | Tottenham Hotspur | Premier League  | 4          | 0          | 0     | 0     | 0        | 0        | 4      | 0      |
| Club totaal     | Club totaal       | Club totaal     | 274        | 12         | 36    | 1     | 55       | 0        | 365    | 13     |
| 2023/24         | Bayern München    | Bundesliga      | 15         | 0          | 0     | 0     | 5        | 0        | 20     | 0      |
| 2024/25         | Bayern München    | Bundesliga      | 18         | 1          | 1     | 0     | 6        | 1        | 25     | 2      |
| Club totaal     | Club totaal       | Club totaal     | 33         | 1          | 1     | 0     | 11       | 2        | 45     | 2      |
| Carrière totaal | Carrière totaal   | Carrière totaal | 335        | 14         | 41    | 1     | 66       | 1        | 442    | 16     |

Bijgewerkt tot en met 2 mei 2025.

## Interlandcarrière
Op 14 november 2015 maakte Dier in een oefeninterland tegen Spanje zijn debuut in het Engels voetbalelftal. Na 63 minuten verving hij Adam Lallana. Engeland verloor met 2–0 na doelpunten van Mario Gaspar en Santi Cazorla. In een vriendschappelijke wedstrijd tegen het Duits elftal op 26 maart 2016 (2–3 winst) maakte Dier zijn eerste interlanddoelpunt – in de negentigste minuut was hij de maker van het winnende doelpunt. Op 16 mei 2016 werd hij opgenomen in de selectie van Engeland voor het Europees kampioenschap voetbal 2016. Hier maakte hij het eerste doelpunt van het toernooi voor de Engelsen, door een vrije trap voorbij doelman Igor Akinfejev te schieten in een 1–1 gelijkspel tegen Rusland. Engeland werd in de achtste finale uitgeschakeld door IJsland (1–2) na doelpunten van Ragnar Sigurðsson en Kolbeinn Sigþórsson. Dier maakte tevens deel uit van de Engelse selectie voor het WK voetbal 2018 in Rusland, die door bondscoach Gareth Southgate op 16 mei bekend werd gemaakt.
| Interlands van Eric Dier voor Engeland | Interlands van Eric Dier voor Engeland | Interlands van Eric Dier voor Engeland | Interlands van Eric Dier voor Engeland | Interlands van Eric Dier voor Engeland | Interlands van Eric Dier voor Engeland | Interlands van Eric Dier voor Engeland |
| №                                      | Datum                                  | Wedstrijd                              | Uitslag                                | Competitie                             | Goals                                  |                                        |
| Als speler bij Tottenham Hotspur FC    | Als speler bij Tottenham Hotspur FC    | Als speler bij Tottenham Hotspur FC    | Als speler bij Tottenham Hotspur FC    | Als speler bij Tottenham Hotspur FC    | Als speler bij Tottenham Hotspur FC    | Als speler bij Tottenham Hotspur FC    |
| -------------------------------------- | -------------------------------------- | -------------------------------------- | -------------------------------------- | -------------------------------------- | -------------------------------------- | -------------------------------------- |
| 1.                                     | 13 november 2015                       | Spanje – Engeland                      | 2 – 0                                  | Vriendschappelijk                      |                                        |                                        |
| 2.                                     | 17 november 2015                       | Engeland – Frankrijk                   | 2 – 0                                  | Vriendschappelijk                      |                                        |                                        |
| 3.                                     | 26 maart 2016                          | Duitsland – Engeland                   | '2 – 3                                 | Vriendschappelijk                      | 90'                                    |                                        |
| 4.                                     | 29 maart 2016                          | Engeland – Nederland                   | 1 – 2                                  | Vriendschappelijk                      |                                        |                                        |
| 5.                                     | 22 mei 2016                            | Engeland – Turkije                     | 2 – 1                                  | Vriendschappelijk                      |                                        |                                        |
| 6.                                     | 27 mei 2016                            | Engeland – Australië                   | 2 – 1                                  | Vriendschappelijk                      |                                        |                                        |
| 7.                                     | 2 juni 2016                            | Engeland – Portugal                    | 1 – 0                                  | Vriendschappelijk                      |                                        |                                        |
| 8.                                     | 11 juni 2016                           | Engeland – Rusland                     | 1 – 1                                  | EK 2016                                | 73'                                    |                                        |
| 9.                                     | 16 juni 2016                           | Engeland – Wales                       | 2 – 1                                  | EK 2016                                |                                        |                                        |
| 10.                                    | 20 juni 2016                           | Slowakije – Engeland                   | 0 – 0                                  | EK 2016                                |                                        |                                        |
| 11.                                    | 27 juni 2016                           | Engeland – IJsland                     | 1 – 2                                  | EK 2016                                |                                        |                                        |

1 Majecki ·
2 Vanderson ·
4 Teze ·
5 Kehrer ·
6 Zakaria  ·
7 Ben Seghir ·
8 Pogba ·
9 Balogun ·
10 Golovin ·
11 Akliouche ·
12 Henrique ·
13 Mawissa ·
15 Camara ·
16 Köhn ·
17 Singo ·
18 Minamino ·
20 Ouattara ·
21 Ilenikhena ·
22 Salisu ·
27 Diatta ·
31 Fati ·
36 Embolo ·
37 Diop ·
50 Lienard ·
88 Magassa ·
Coach: Hütter
· Assistent-coach: Perrinelle
1 Hart ·
2 Walker ·
3 Rose ·
4 Milner ·
5 Cahill ·
6 Smalling ·
7 Sterling ·
8 Lallana ·
9 Kane ·
10 Rooney  ·
11 Vardy ·
12 Clyne ·
13 Forster ·
14 Henderson ·
15 Sturridge ·
16 Stones ·
17 Dier ·
18 Wilshere ·
19 Barkley ·
20 Alli ·
21 Bertrand ·
22 Rashford ·
23 Heaton ·
Coach: Hodgson
1 Butland ·
2 Walker ·
3 Rose ·
4 Jones ·
5 Stones ·
6 Cahill ·
7 Sterling ·
8 Henderson ·
9 Vardy ·
10 Kane  ·
11 Welbeck ·
12 Trippier ·
13 Pickford ·
14 Lingard ·
15 Maguire ·
16 Delph ·
17 Dier ·
18 Young ·
19 Loftus-Cheek ·
20 Alli ·
21 Alexander-Arnold ·
22 Rashford ·
23 Pope ·
Coach: Tuchel
1 Pickford ·
2 Walker ·
3 Shaw ·
4 Rice ·
5 Stones ·
6 Maguire ·
7 Grealish ·
8 Henderson ·
9 Kane  ·
10 Sterling ·
11 Rashford ·
12 Trippier ·
13 Pope ·
14 Phillips ·
15 Dier ·
16 Coady ·
17 Saka ·
18 Alexander-Arnold ·
19 Mount ·
20 Foden ·
21 White ·
22 Bellingham ·
23 Ramsdale ·
24 Wilson ·
25 Maddison ·
26 Gallagher ·
Coach: Southgate